# Arca de sant Domènec
L'Arca de sant Domènec, (en italià Arca de San Domenico) és el monument que conté les restes de sant Domènec de Guzmán, a la basílica de San Domenico a Bolonya.

## Història
Després de la mort de Domènec de Guzman el 1221, les seves despulles van ser posades l'any 1233, en un simple sarcòfag de marbre, dintre de l'altar d'una capella lateral de l'església de San Domenico. A fi de ser visible per als fidels, el 1267 les restes del sant, van ser traslladats a un monument més gran decorat amb episodis de la vida del sant, obra de Nicola Pisano i els seus deixebles Fra Gugliemo Agnelli i Arnolfo di Cambio. Més endavant va ser modificada la seva decoració per Niccolo di Bari (que des d'aquesta obra seria més conegut com a Niccolo dell'Arca), el qual va realitzar les estàtues dels quatre evangelistes, de Sant Francesc d'Assís, sant Domènec de Guzman, sant Florià, sant Vitale i un Crist mort, adorat per àngels, tot coronat per la imatge de Déu Pare. Per la mort el 1494 d'aquest artista, es va recórrer a Miquel Àngel per a l'acabament de les imatges de san Petronio, san Procolo i un àngel portacanelobre fent parella amb el de Niccolo dell'Arca. L'any 1531 va fer l'escultor Alfonso Lombardi, els baixos relleus per a la predel·la de marbre de l'Arca amb Escenes de la vida del Sant Domènec i l'Adoració dels Reis Mags)

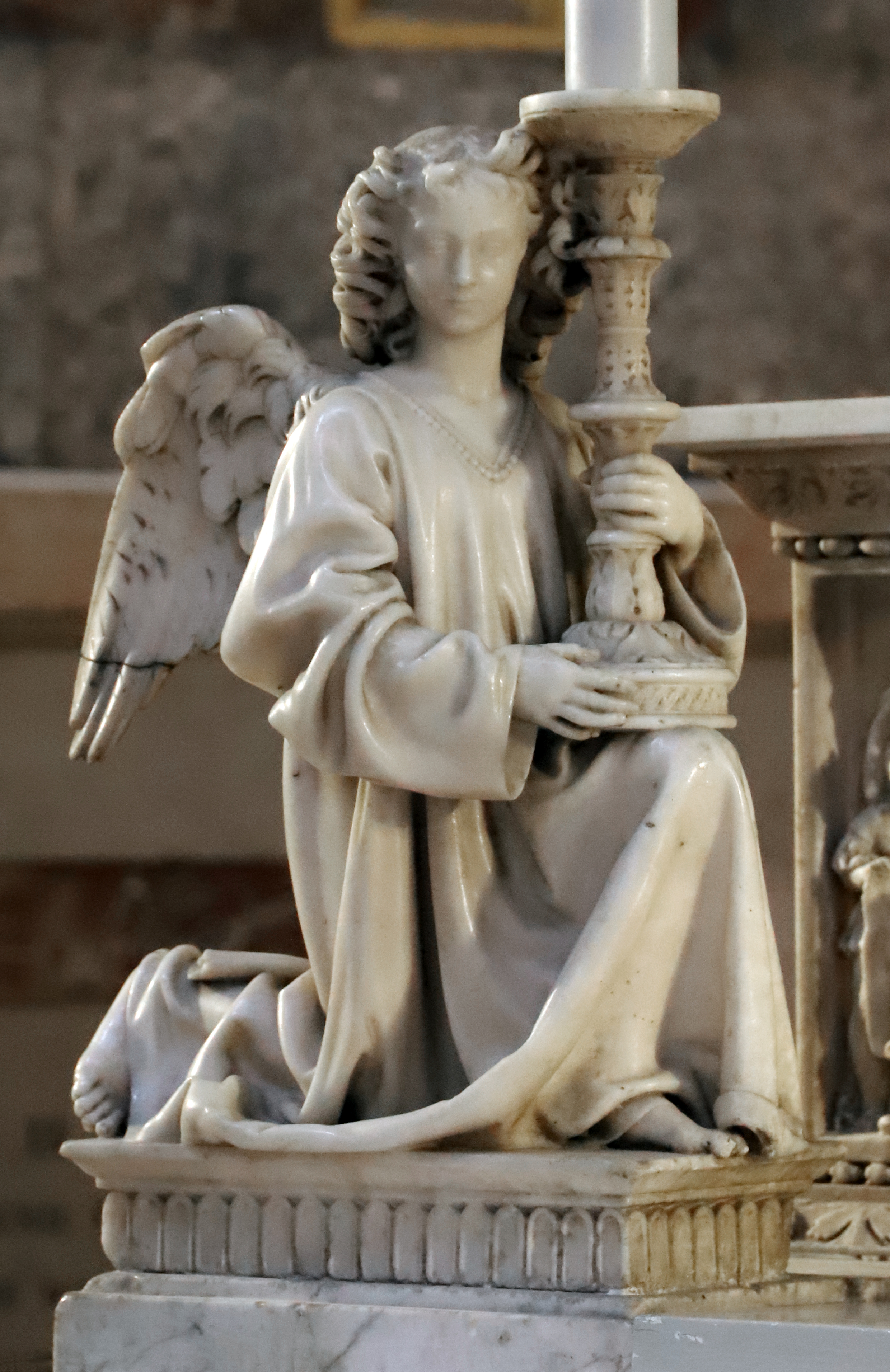
Àngel de Niccolo dell'Arca.
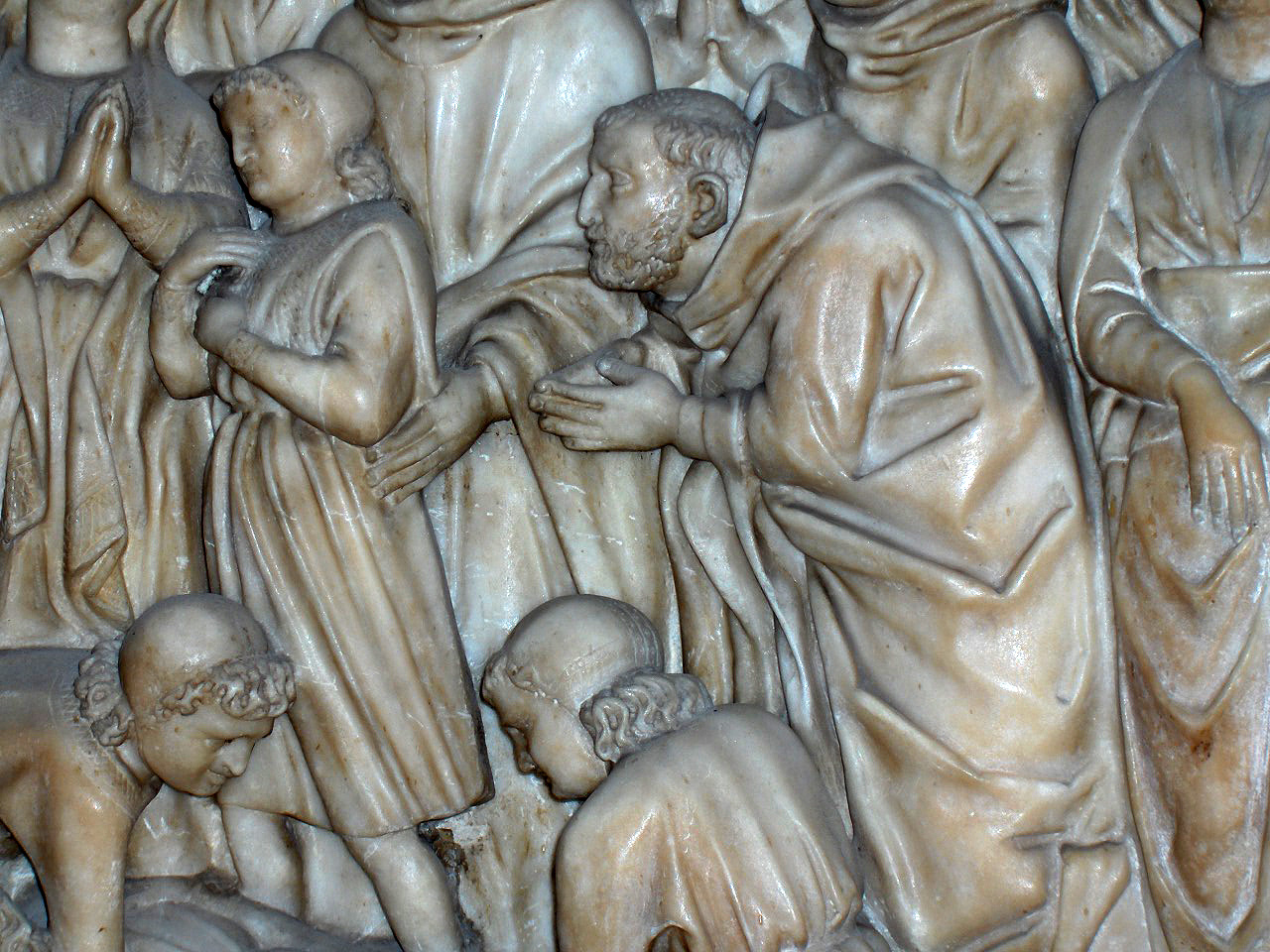
Detall de la decoració per Nicola Pisano.
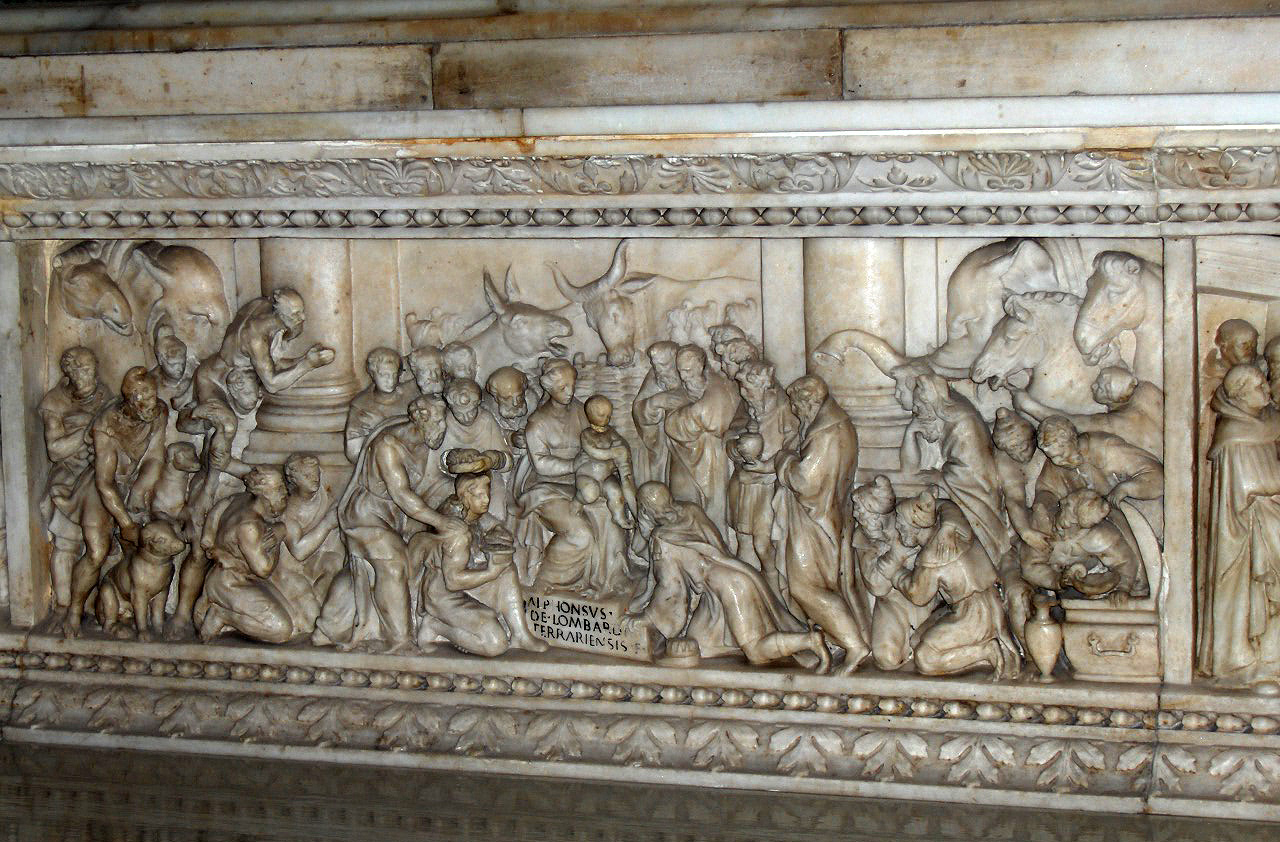
Relleu amb l'Adoració dels Reis Mags de Alfonso Lombardi.
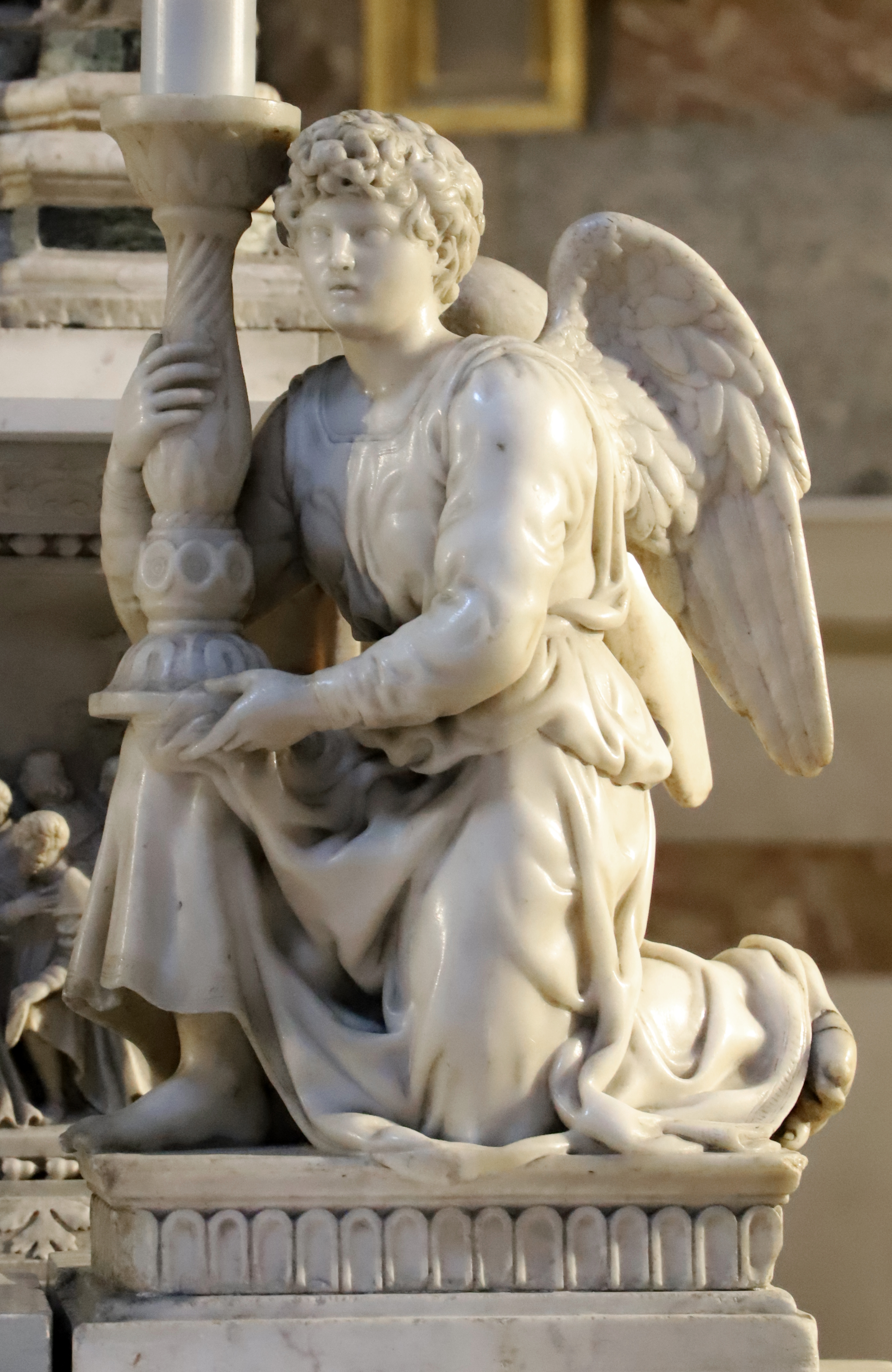
Àngel de Miquel Àngel.